# Kransberg

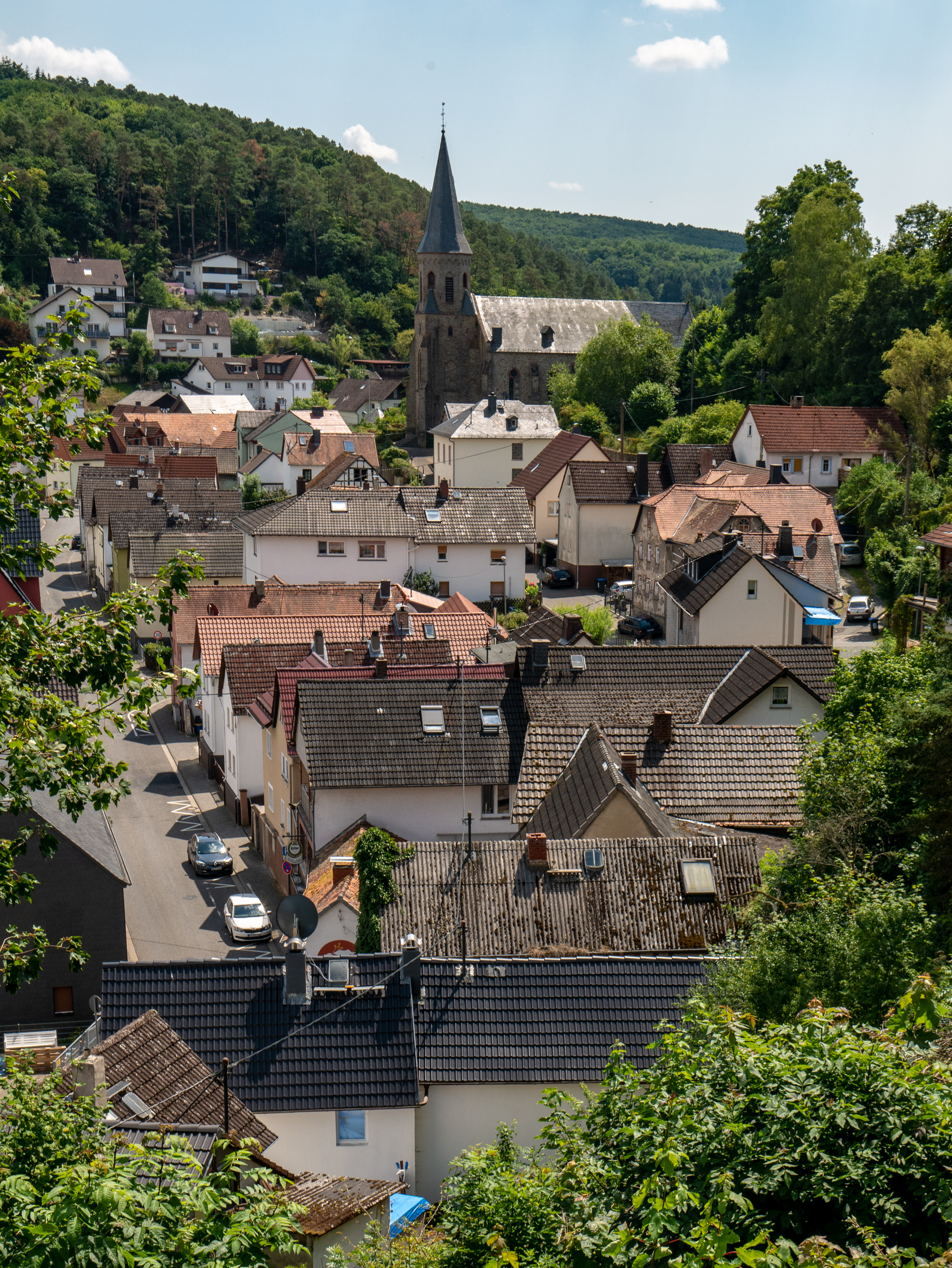
Kransberg von der Schlossstraße aus

Kransberg ist ein Stadtteil von Usingen im südhessischen Hochtaunuskreis.

## Geographie

### Geographische Lage
Kransberg liegt im östlichen Hintertaunus auf 250–320 m Höhe über NN, die umliegenden Höhenzüge erreichen bis zu 386 m Höhe über NN. Das Dorfgebiet umfasst neben dem Ortskern ausgedehnte Waldflächen und einen geringen Anteil an landwirtschaftlich genutzten Flächen. Die Nord-Süd-Ausdehnung beträgt etwa 3 km, die Ost-West-Ausdehnung etwa 5 km.
Im Norden grenzt die Bundesstraße 275, im Osten Friedrichsthal, im Süden Pfaffenwiesbach und im Westen jenseits des Waldes die Kernstadt Usingen.
Das Dorfbild wird vom Schloss Kransberg und der „Pfarrkirche St. Johannes der Täufer“ bestimmt. Das Schloss steht auf einer Felsnase oberhalb des alten Ortskerns und überragt das Tal von West. Unterhalb des Schlosses erstreckt sich das Kerndorf entlang des Wiesbaches im Talgrund und an den steilen Hängen. Vom Ortseingang im Süden – aus Pfaffenwiesbach – führt in einer scharfen S-Kurve nach rechts eine Straße auf den Kurberg und zu einem Neubaugebiet. Am Ortseingang – auf der „Hauptstraße“ – kann man linker Hand, sehr dominant auf einem Felsvorsprung, die Pfarrkirche sehen. Nach ca. 200 Meter geht die „Hauptstraße“ in einer 90-Grad Linkskurve über den Wiesbach in den Ortskern und mit Zufahrt zu Kirche und Schloss.

### Geologie und Klima
Das Gebiet von Kransberg ist gegliedert durch Höhenrücken und Kuppen und wird vom Wiesbach und vom Holzbach sowie – am nördlichen Rand des Dorfes – von der Usa durchflossen.
Der Untergrund besteht aus stark gefalteten, überwiegend devonischen Tonschiefern, vereinzelt auch aus Diabas-Schalstein und Massenkalk. Zwar sind die höchsten Erhebungen dieses eher weichen Gesteins im Laufe der Zeit etwas eingeebnet worden, doch weist die Landschaft ähnlich steile Berghänge und schroffe Felsen wie der Hohe Taunus auf. Die dichtgelagerten devonischen Tonschiefer mit ihrem geringen Poren- und Kluftvolumen vermögen nur in geringem Umfang Grundwasser zu speichern.
Naturlandschaftlich handelt es sich um ein Luzula-Buchenwaldgebiet, in dem die Eiche aufgrund der mittelalterlichen Hutewald-Nutzung heute noch einen hohen Anteil einnimmt. Seit dem 17. Jahrhundert hat die Fichte Eingang gefunden und an Verbreitung gewonnen; sie ist heute die fast ausschließlich zur Aufforstung von Brachflächen verwendete Baumart.
Das Wetter in Kransberg ist meist etwas besser als im hessischen Durchschnitt. Der Taunus befindet sich bei West- und Nordwestwind im Lee von Hunsrück, Eifel und Westerwald, so dass die Luftmassen bereits einen großen Teil ihrer Feuchtigkeit abgeregnet haben, bevor sie Kransberg erreichen. Die durchschnittliche jährliche Niederschlagsmenge beträgt in Kransberg etwa 650 mm während der Durchschnitt für Hessen 854 mm beträgt.

## Geschichte

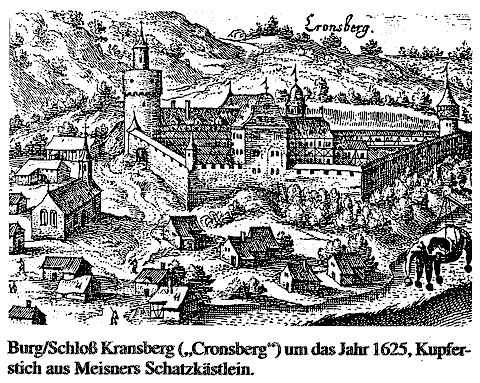
Schloss Kransberg um 1625

Die Gegend um Kransberg ist uraltes Siedlungsland. An der westlichen Dorfgrenze wurde zwischen Usa und Eschbach bei archäologischen Grabungen ein Erdwerk aus der Zeit der Bandkeramik, etwa 5.000 Jahre v. Chr., freigelegt. Nach neolithischen, bronzezeitlichen und keltischen Siedlungsepochen, von denen als Zeugnisse noch heute Hügelgräber und die Wallburg Holzburg am Holzberg erhalten sind, folgte die Periode römischer Landnahme. Kransberg liegt 3 km nordöstlich des Limes. Die erste Befestigungsanlage auf einem Felshügel stammt aus dem 11. Jahrhundert.

### Mittelalter
Im Jahre 1220 wurde Erwinus de Cranichesberc von Kaiser Friedrich II. mit der Hälfte der Dörfer Wiesbach, Wernborn und Ober- und Niederholzberg beliehen. Zur Sicherung seines Besitzes begann er mit dem Bau einer Burg in Kransberg. Erwinus führte in seinem Wappen einen Kranich, der dem Geschlecht und der Herrschaft Cransberg den Namen gab. Sein Sohn Eberwinus wird genannt „dictus da Cranchesberg“. Ein dritter Erwinus von Cranich hatte von 1281 bis 1289 das Schultheißenamt der Stadt Frankfurt inne. Der Sohn des Schultheißen, Erwinus IV., erbat im Jahr 1310 vom späteren Kaiser Heinrich VII. die Erlaubnis, das Reichslehen Cransberg an Philipp IV. von Falkenstein verkaufen zu dürfen, die am 27. März erteilt wurde. Die Herren von Cransberg starben im Jahre 1326 aus.
Die Falkensteiner siedelten die nahegelegenen Dörfer Ober- und Niederholzberg in das Gebiet unterhalb der Burg um und erließen den Umsiedlern einen Teil der Abgaben. So entstand der Ort Cransberg.
Bis zu dieser Zeit standen am Fuße der Burg nur einige Hütten, in denen der Überlieferung nach Fischer wohnten, die ihren Lebensunterhalt aus dem nahen See gewannen – heutige Ortsbezeichnung „Am See“. Die Falkensteiner konnten sich ihres Besitzes allerdings nur 100 Jahre lang erfreuen. Mit Werner von Falkenstein, Kurfürst und Erzbischof von Trier, starb das Haus im Jahre 1418 aus.
In die Jahre nach 1535 fällt die Einführung des evangelischen Bekenntnisses in den Dörfern Cransberg, Pfaffenwiesbach und Wernborn. Mit der Übernahme des Gebietes durch Kurmainz im Jahre 1581 setzte die Gegenreformation ein und die Dörfer wurden wieder katholisch. Der erste katholische Gottesdienst wurde in Kransberg am Passionssonntag, den 12. März, 1606 gehalten, und zwar durch den seitherigen Pfarrer Friedrich von Oppershofen.
Ab 1654 übte die Familie Waldbott von Bassenheim für die nächsten 200 Jahre die Herrschaft über den Ort Cransberg und das Amt Cransberg aus. Der wohl bekannteste dieses Geschlechtes war Casimir Waldbott von Bassenheim. Er hat sich durch Kirchen- und Schulstiftungen große Verdienste erworben. In Cransberg richtete er Wollwebereien ein. Kinder armer Eltern ließ er auf seine Kosten ein Handwerk erlernen.

### 19. Jahrhundert bis heute
Im Jahre 1806 wurden die bassenheimischen Lande und mit ihnen das Dorf Cransberg von den Fürsten von Nassau annektiert. „Am 13. September 1814 gegen 1 ½ Uhr brach durch Selbstentzündung des Grummets in des Schultheißen Scheuer Feuer aus“. So lautete der erste Bericht des Accessisten Kreiß aus Usingen. Einige Tage später werden unbeaufsichtigt mit Feuer spielende Kinder verantwortlich gemacht. Da aber Namen der Kinder und deren Eltern nie genannt wurden, scheinen Zweifel berechtigt zu sein, dass sie die Schuldigen waren. Das Feuer wütete bis abends 8 Uhr. Es verschlang 18 Häuser, 33 Scheunen und 58 Ställe, die meistens versichert waren. Auch das Pfarrhaus mit dem Mobiliar des dort erst neu eingezogenen Pfarrers sowie die Kirchenbücher von Cransberg und Wernborn, und auch eine wertvolle Monstranz, wurden ein Raub der Flammen. Eigentümer des Pfarrhauses war die Nassauische Domänenverwaltung. Sie hatte das Haus nicht gegen Feuerschaden versichert und es dauerte 35 Jahre bis ein neues Haus gebaut wurde. Während dieser Zeit mussten die Pfarrer zwangsweise, mangels einer anderen Unterkunft, im Schloss wohnen. Vier Fünftel des ohnehin verarmten Dorfes mit 140 Gebäuden lagen darnieder. Die Cransberger verbrachten den Winter bei den Nachbarn in Pfaffenwiesbach und Wernborn und begannen im Frühjahr 1815 mit dem Wiederaufbau. Einige Cransberger, die ihre Äcker im Holzbachtal hatten, bauten ihre neuen Höfe oberhalb der Stelle, an der 400 Jahre zuvor die Dörfer Ober- und Niederholzburg gestanden hatten. So kam es, dass einige Nachkommen der Holzburger sich wieder in der Nähe des Ortes niederließen, den ihre Vorfahren verlassen mussten. Der neue Ort wurde Friedrichsthal genannt und gehörte zum wiederaufgebauten Cransberg.
Nach dem verlorenen Krieg gegen Preußen im Jahr 1866 wurde Nassau preußisch und die Gemeinde Cransberg-Friedrichsthal wurde Teil des Kreises „Obertaunus“. 1886 schied die Gemeinde aus dem Obertaunuskreis aus und wurde dem neu gebildeten Kreis Usingen zugeteilt. Im Januar 1937 wurde die Schreibweise des Dorfnamens von Cransberg in Kransberg geändert. Der Oberpräsident der Provinz Hessen-Nassau erließ diese Verfügung.
Ab 1939 wurden in Kransberg und insbesondere im Schloss umfangreiche Bauarbeiten durchgeführt. Adolf Hitler, der im Herbst 1939 den Angriffskrieg gegen Frankreich plante, ließ seine Reichsbaumeister Albert Speer und Fritz Todt Schloss Kransberg in den militärischen Komplex Adlerhorst/Ziegenberg integrieren. Im Dorf und unter dem Schloss wurden eine Reihe von Bunkern angelegt. Für die Umbauarbeiten wurden im Winter 1944/45 auch KZ-Gefangene aus dem KZ Buchenwald eingesetzt, die dazu im Lager „Tannenwald“ als Außenkommando von Buchenwald unter menschenunwürdigen Bedingungen untergebracht waren.
Nach dem Krieg errichteten die Kransberger im Jahr 1952 als eine der ersten Gemeinden in Hessen ein Dorfgemeinschaftshaus. Im Zuge der Gebietsreform in Hessen wurde zum 31. Dezember 1971 die bis dahin selbständige Gemeinde Kransberg auf freiwilliger Basis in die Stadt Usingen eingemeindet, zugleich wurde der Ortsteil Friedrichsthal nach Wehrheim umgegliedert. Für den Stadtteil Kransberg wurde, wie für die anderen eingemeindeten ehemals eigenständigen Gemeinden, ein Ortsbezirk  eingerichtet.
Im Jahr 2006 wurde das Dorf in ganz Hessen bekannt, als es sich am Wettbewerb „Dolles Dorf“ des Hessischen Fernsehens beteiligte und den Sieg im Finale errang.
Das Dorf diente 2011, ebenso wie das Schloss, als Kulisse für die Tatort-Folge Das Dorf.

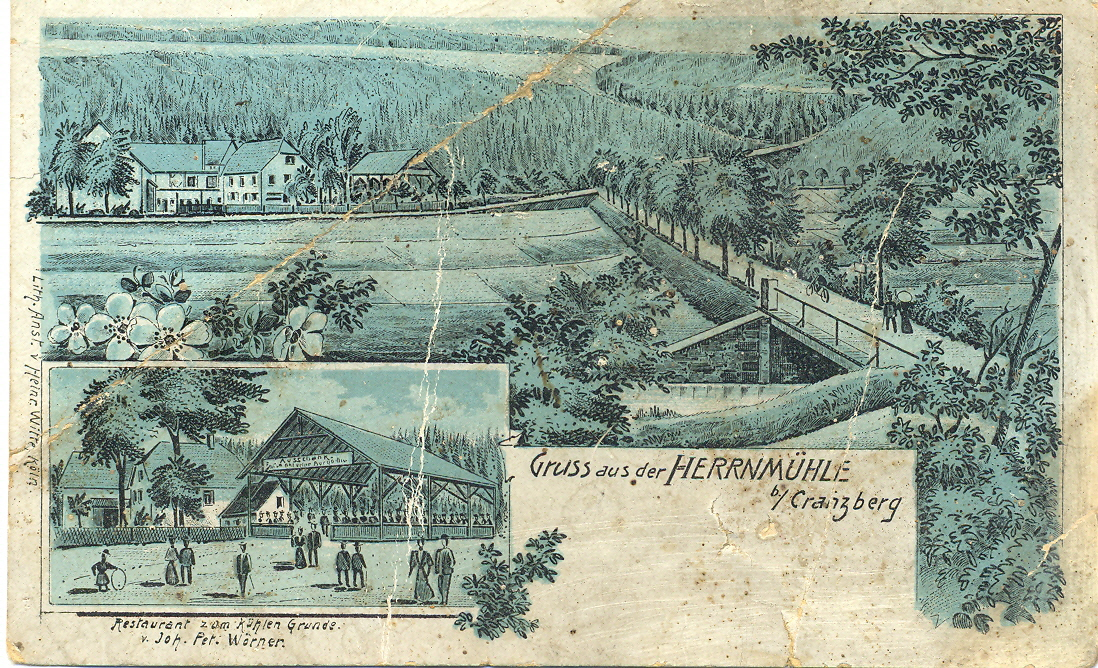
Herrnmühle um 1905

### Mühlen

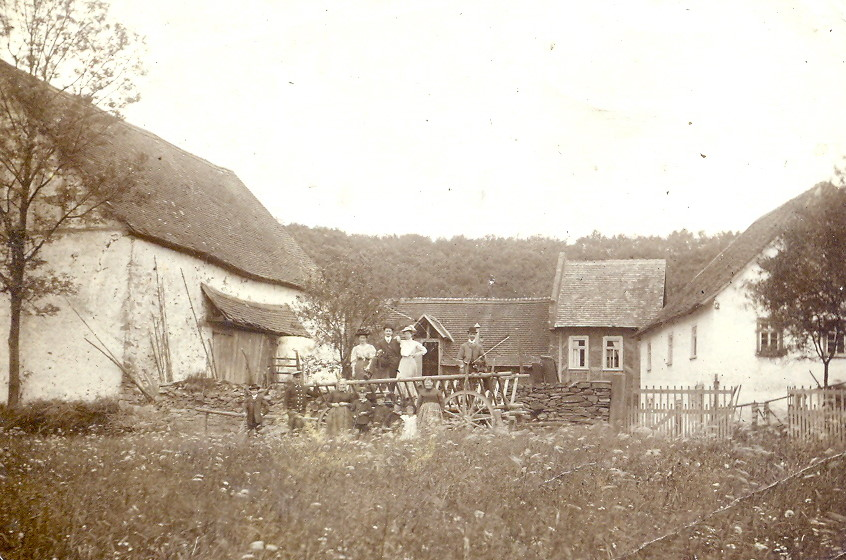
Herrnmühle um 1907

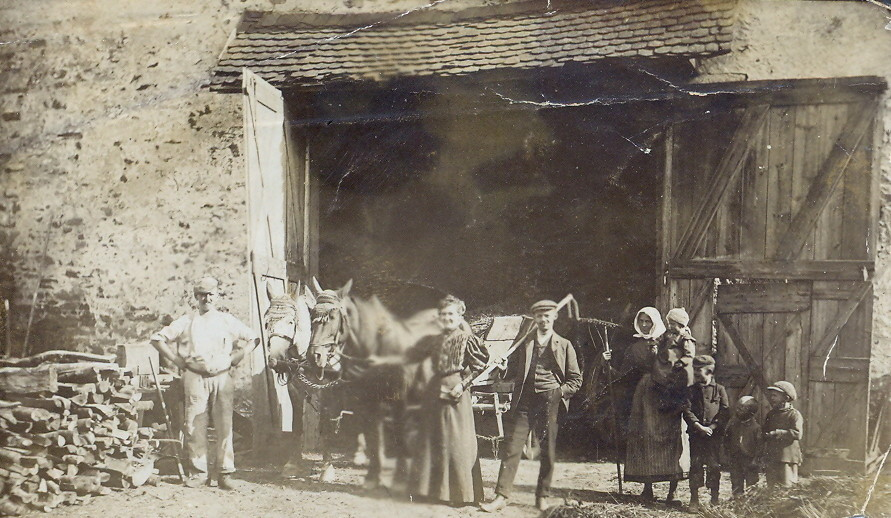
Herrnmühle um 1907, links J.P. Woerner

An der Usa, die zwischen Usingen und dem Abzweig Kransberg parallel zur B 275 (Strecke: Bad Schwalbach – Lauterbach) fließt, gab es im 20. Jahrhundert diverse Mühlen (Schlappmühle, Hessenmühle, Schlossermühle, Kleinmühle, Herrnmühle, Kreuzmühle).
Die Herrnmühle hatte bereits Anfang des 20. Jahrhunderts auch eine Sommerwirtschaft und ist heute nur noch ein Restaurant. Sie war in früheren Jahrhunderten eine Erbbestandsmühle der Grafen von Waldbott-Bassenheim. Die erste schriftliche Erwähnung datiert vom 11. November 1682 in einem Bestandsbrief über die Mühle an Müller Johann Henrich Niedernhoefern. Es folgten wechselnde Pächter mit Bestandsbriefen der Grafen von Bassenheim bis zum Verkauf der gesamten Herrschaft Cransberg mitsamt der Mühle im Jahre 1853 zum Preis von 65.000 Gulden an die Nassauische Domänenverwaltung. Der erste private Besitzer durch Kauf war der Müller Johannes Heid mit seiner Ehefrau Eva, geb. Lotz. Sie betrieben, wie alle vorherigen Müller, eine Mahlmühle, welche durch den Wiesbach und einen Mühlgraben, der von der Usa abgezweigt war, das notwendige Wasser bekam. Einer der nachfolgenden Müller war Johann Peter Wörner.
Im Jahr 1903 empfahl er sich in einer Anzeige im Kreis-Blatt Usingen als Roggenmüller. Gleichzeitig betrieb er ein Sommerrestaurant „Zum Kühlen Grunde“. Unter dem Müller Otto Jung brannte am 14. Mai 1926 ein Teil der Mühle ab. Er errichtete ein neues Wohnhaus und stellte den Mahlbetrieb endgültig ein. Einige Jahre betrieb auch er eine Gaststätte, bis er zusammen mit seiner Ehefrau wegen Versicherungsbetrugs zu einer Zuchthausstrafe verurteilt wurde. Es folgte eine Teilung des Grundbesitzes und die Mühle hatte bis zum heutigen Tag mehrere Eigentümer. Alle betrieben dort eine Gaststätte (mit Tanzveranstaltungen) und ein Ausflugslokal. Sie bauten an das alte Wohnhaus immer wieder neue Gebäudeteile an. In den 1960er Jahren kehrte dort (während seiner diversen Kuraufenthalte in Bad Nauheim) verschiedentlich König Ibn Saud von Saudi-Arabien mit seinem Gefolge ein und hinterließ mit Hundertmarkscheinen als Trinkgeld für die Bedienung einen bleibenden Eindruck. Auch Aussiedler aus der ehemaligen Sowjetunion waren dort einige Zeit untergebracht. Seit 1983 ist die Herrnmühle ein Restaurant.

## Politik

### Ortsbeirat
Für Kransberg besteht ein Ortsbezirk (Gebiete der ehemaligen Gemeinde Kransberg) mit Ortsbeirat und Ortsvorsteher nach der Hessischen Gemeindeordnung.
Der Ortsbeirat besteht aus drei Mitgliedern. Bei den Kommunalwahlen in Hessen 2021 kam kein Ortsbeirat zustande.

### Wappen
| Wappen von Kransberg | Blasonierung: „In Blau ein auffliegender silberner goldbewehrter Kranich.“ |
| Wappen von Kransberg | Der redende Kranich, der auf dem Wappen zu sehen ist, ist aus dem Wappen der Herren von Kransberg. Die Farben sind aus dem Wappen von Nassau, da die Gemeinde im 19. Jahrhundert zum Herzogtum Nassau und später zu Hessen-Nassau gehörte. |

## Kultur und Sehenswürdigkeiten

### Schloss Kransberg

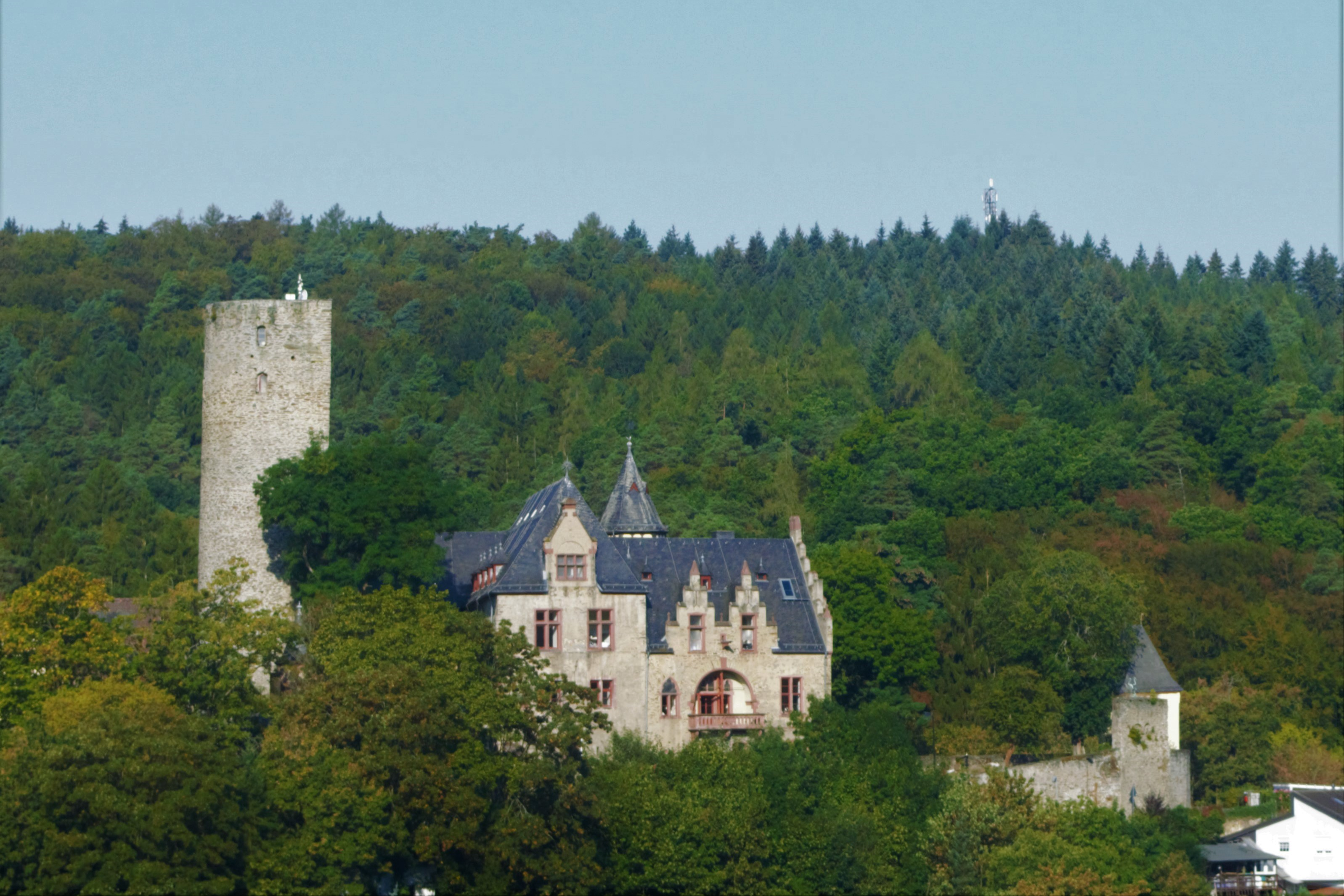
Stauferschloss Kransberg

Auf einem steil abfallenden Felskamm steht die im 19. Jahrhundert schlossartig umgebaute Burg, welche 1250 erstmals urkundlich erwähnt wurde. Burgherr war damals Erwinus de Cranichesberc. Der Halsgraben, der die Anlage vom Berg trennte ist heute verfüllt. Im Wesentlichen blieben von der ursprünglichen Anlage nur Teile der Ringmauer und der Bergfried erhalten. Die eigentliche Burg bestand nur aus einem Bergfried und einem langgestreckten Bau (Palas) ohne weitere Anbauten.
Der inzwischen Besitztümer gewordene Kurfürst von Mainz verkaufte im Jahre 1654 die ganze Herrschaft Cransberg an die Familie Waldbott von Bassenheim. Ab Ende des 18. Jahrhunderts verkam die Burg aus Geldmangel zusehends, bis die Familie von Bassenheim sie im Jahr 1853 an das Herzogtum Nassau verkaufte. Ab 1866 kam sie in preußischen Besitz. Im Juli 1874 ließ die Königliche Regierung das Schloss mit sämtlichen Ländereien öffentlich versteigern. Baron Arnold von Biegeleben aus Darmstadt erwarb das Anwesen, nahm umfangreiche Renovierungen vor und baute die Burg zu einem Schloss im damals beliebten neugotischen Stil aus.

### Schlosskapelle

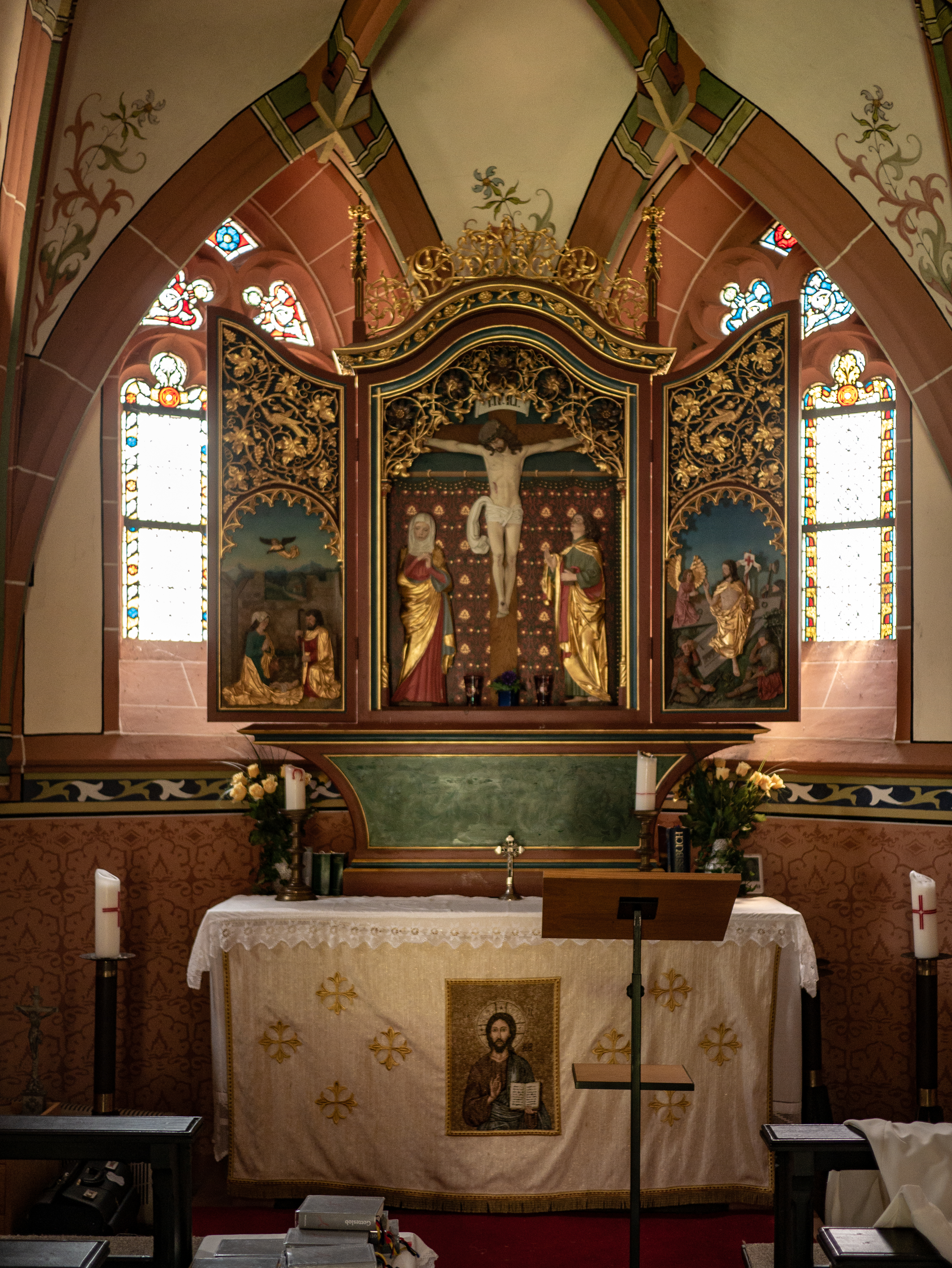
Altar der Schlosskapelle St. Nikolaus an der Schlossstraße

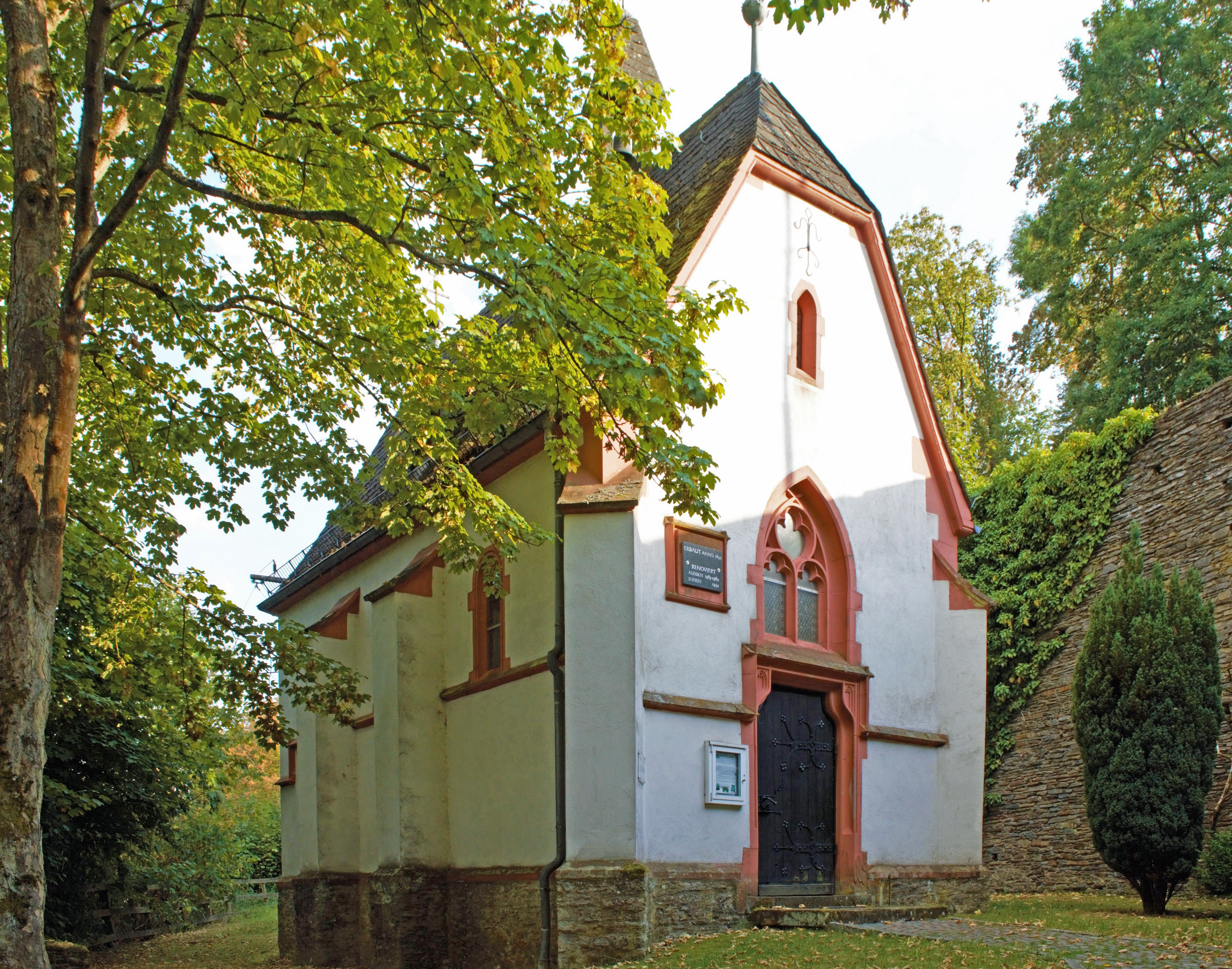
Schlosskapelle St. Nikolaus

Unterhalb des Schlosses befindet sich die Schlosskapelle St. Nikolaus. Sie steht unter Denkmalschutz und wurde im Jahr 1956 mit Zustimmung des Bischöflichen Ordinariats von den Erben des Generalmajors Ludwig Freiherr von Biegeleben der Kirchengemeinde Kransberg übereignet. Sie wurde an der Stelle der zuvor im Jahre 1893 niedergelegten ehemaligen Pfarrkirche erbaut. Grundsteinlegung war am 2. November 1893. Benediziert wurde sie am 10. Juni 1895 durch den damaligen Ortspfarrer Rudolph Schetters. Baronin Agnes von Biegeleben ließ die alte Kirche niederlegen und diese Kapelle als Gruftkapelle für ihre Familie erbauen. Es wurden im Laufe der folgenden Jahre vier Mitglieder dieser Familie beigesetzt. Außerdem ruhen dort seit dem Jahr 1984 die Gebeine des Grafen Johann Maria Rudolph von Bassenheim bzw. das, was man bei der Eröffnung seines Sarges im Jahr 1893 noch gefunden hatte, sowie die Schädel zweier Frauen des ehemaligen Amtmannes Haas, welche beide im Kindbett gestorben sein sollen.
Die gemeinsame Grabplatte der beiden Frauen befindet sich an der Schlossmauer gegenüber dem Portal. In den Jahren 1983–1985 wurden das Dach und die Außenmauern gründlich renoviert und 1994 wurde sie innen restauriert. Es handelt sich bei dieser Kapelle nicht um den Umbau der alten Pfarrkirche, wie man in früheren Zeiten vermutete, sondern um einen Neubau aus den Jahren 1893–1895.

### Pfarrkirche St. Johannes der Täufer

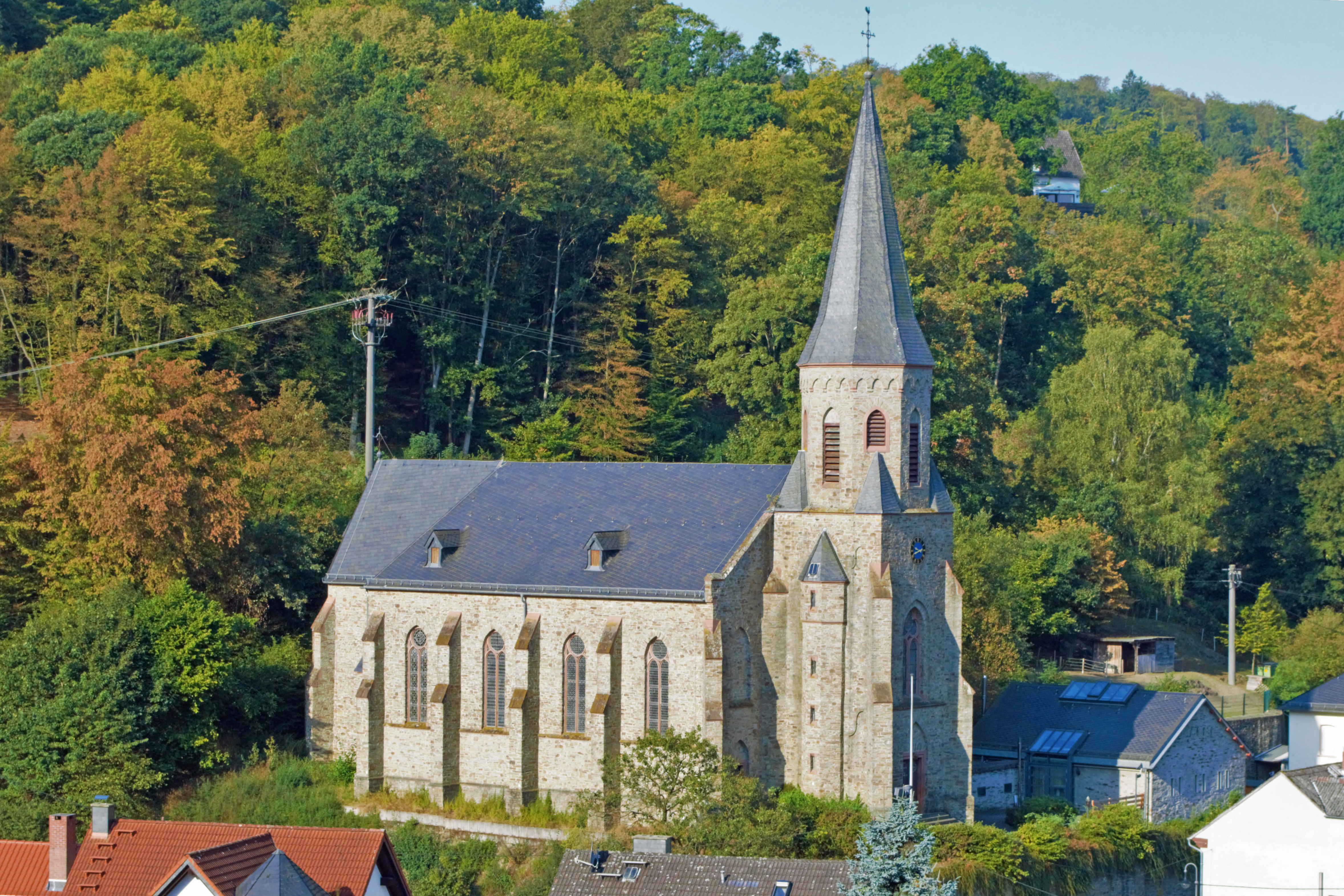
Pfarrkirche St. Johannes der Täufer

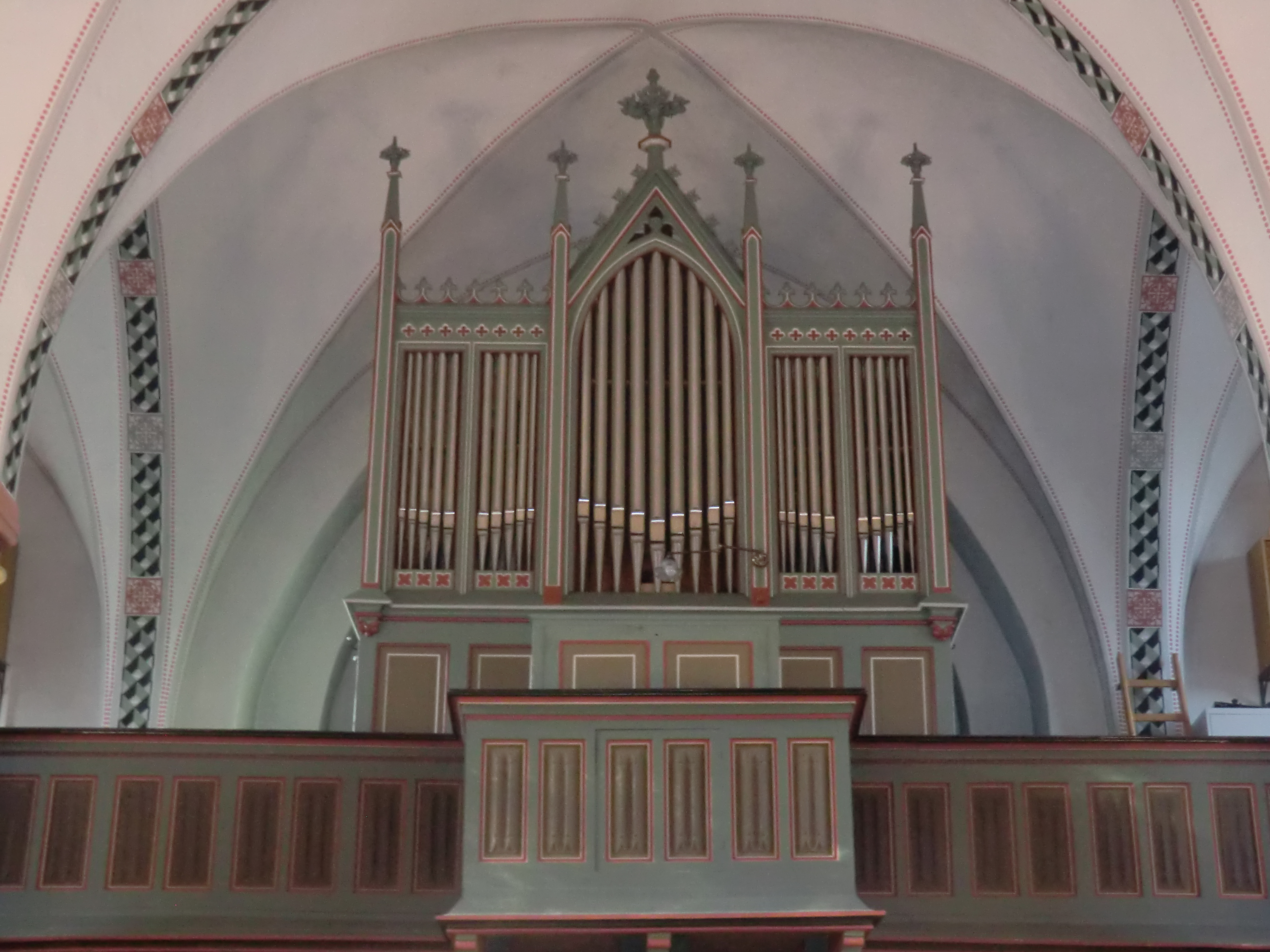
Kellerorgel von 1876 nach der Aufarbeitung 2011

Die neugotische Kransberger katholische Pfarrkirche St. Johannes der Täufer wurde 1875 fertiggestellt. Sie ist das Geschenk eines wirtschaftlich erfolgreichen Kransbergers. Herr Johannes Discher, Bürger und Maurermeister in Frankfurt a/M. errichtete 1862 ein Testament, in welchem er die katholische Kirche seines Geburtsortes Kransberg (Cransberg) zum Universalerben seines Vermögens ernannte. Von dieser Hinterlassenschaft sollten 20 000 Gulden zur Erbauung einer neuen katholischen Kirche in Kransberg verwendet werden.
Die geschnitzte Kanzel stammt aus dem Jahr 1609 und stand zuvor, ebenso wie die Kommunionbänke, im Dom zu Limburg an der Lahn. Auch der Hochaltar war aus dem Dom zu Limburg und stand bis zum Jahr 1933 in der Kirche. Da der Aufbau wurmstichig geworden war, musste dieser entfernt werden. Der heutige Hochaltaraufbau mit seinem Tabernakel und zwei Wandreliefs ist ein Werk des Bildhauers Belz aus Schwanheim. Der marmorne Sockel, also der eigentliche Altarstein, verblieb in der Kirche und wurde zusammen mit dem neuen Aufbau am 21. Juni 1933 vom damaligen Bischof Antonius Hilfrich von Limburg neu konsekriert. Es wurden Reliquien der Heiligen Viktorianus und Fausta in den Altarstein eingeschlossen und über den Akt der Weihe eine Urkunde auf Büttenpapier ausgestellt.
Die historische Orgel stammt aus dem Jahr 1876 und wurde von der Orgelbaufirma Gebrüder Keller in Limburg an der Lahn gebaut. Evtl. ist sie älter und war vorher in einer anderen Kirche im Einsatz. Sie besitzt ein sehr seltenes Windladensystem, nämlich Hängeventilladen und eine frühe pneumatische Registertraktur. Die Orgel verfügt über zwei Manuale, 16 Register und 981 Pfeifen, von denen 284 aus Holz und der Rest aus Zink sind. 1932 war die Orgel unbrauchbar geworden und wurde mit einer neuen Windmaschine (vorher wurde der Wind durch Kalkanten geschaffen) vollständig saniert. 1976 wurde die Orgel stillgelegt und durch eine elektronische Orgel ersetzt. Im Jahr 1995 wurde das Instrument durch die Firma Gebrüder Oberlinger aus Windesheim renoviert und wird seitdem wieder genutzt, wobei der größte Teil der Kosten von der Gemeinde aufgebracht wurde. Die Zuschreibung der Orgel an die Gebrüder Keller ist das Verdienst von Herrn Martin Heinzberger. Der Marienaltar ist ein Geschenk der Familie von Biegeleben und der Josefsaltar ein Geschenk des gebürtigen Kransberger Domkapitulars Karl Walter.

### Marienkapelle

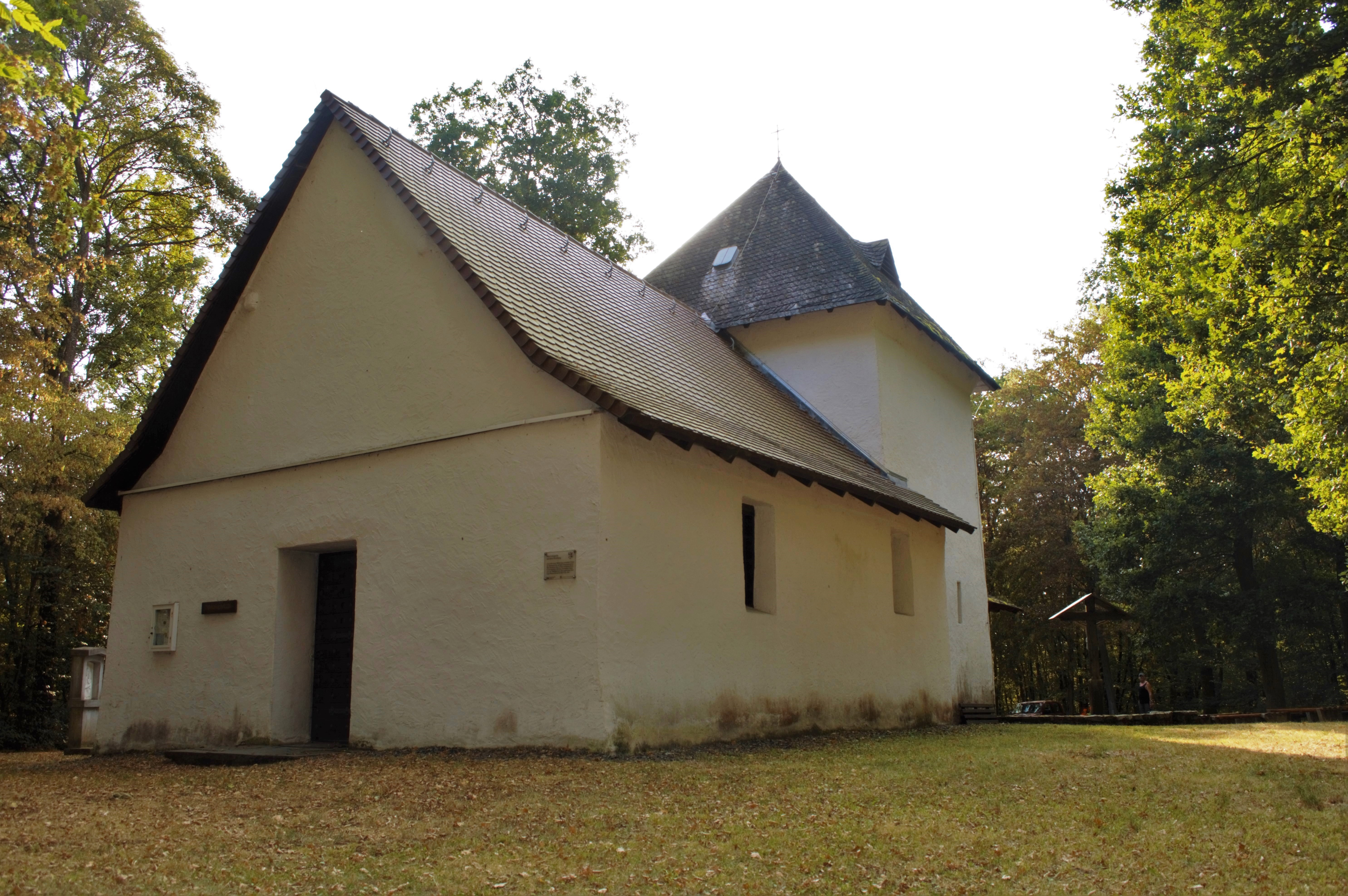
Marienkapelle

Am nördlichen Rande des Dorfes steht auf dem Holzberg oberhalb der Usa die Marienkapelle. Eine Kapelle an dieser Stelle wird urkundlich erstmals im Jahr 1218 erwähnt. Das Gelände ist von Ringwällen umgeben. Man nimmt an, dass das ursprüngliche Gebäude in den Anfängen der Christianisierung der Wetterau in dieser frühgeschichtlichen Ringwallanlage errichtet wurde. In kunstvoller Umrahmung, einem Retabel, beherbergt die Kapelle ein Gemälde (17./18. Jahrhundert ?) Maria mit Kind und dem Kopf eines Kindes, das als Johannes, der Sohn der Elisabet gedeutet wird (Johannes der Täufer). Das Bild trägt die Aufschrift „O Maria ohne Erbsünde empfangen bitte für uns“. Die Kapelle wurde im Jahr 1979 renoviert und in den heutigen Zustand versetzt. Der Eingang wurde nach Osten verlegt und das Gnadenbild in den Turmbereich integriert. Ein schmiedeeisernes Gitter unter dem Spitzbogen zwischen Turm und Kirchenschiff schließt jetzt den neuen Altarraum ab, ermöglicht aber jederzeit einen guten Blick auf das Bild. Die Kirche wird heute noch als Wallfahrtsort genutzt.

### Kreuzkapelle

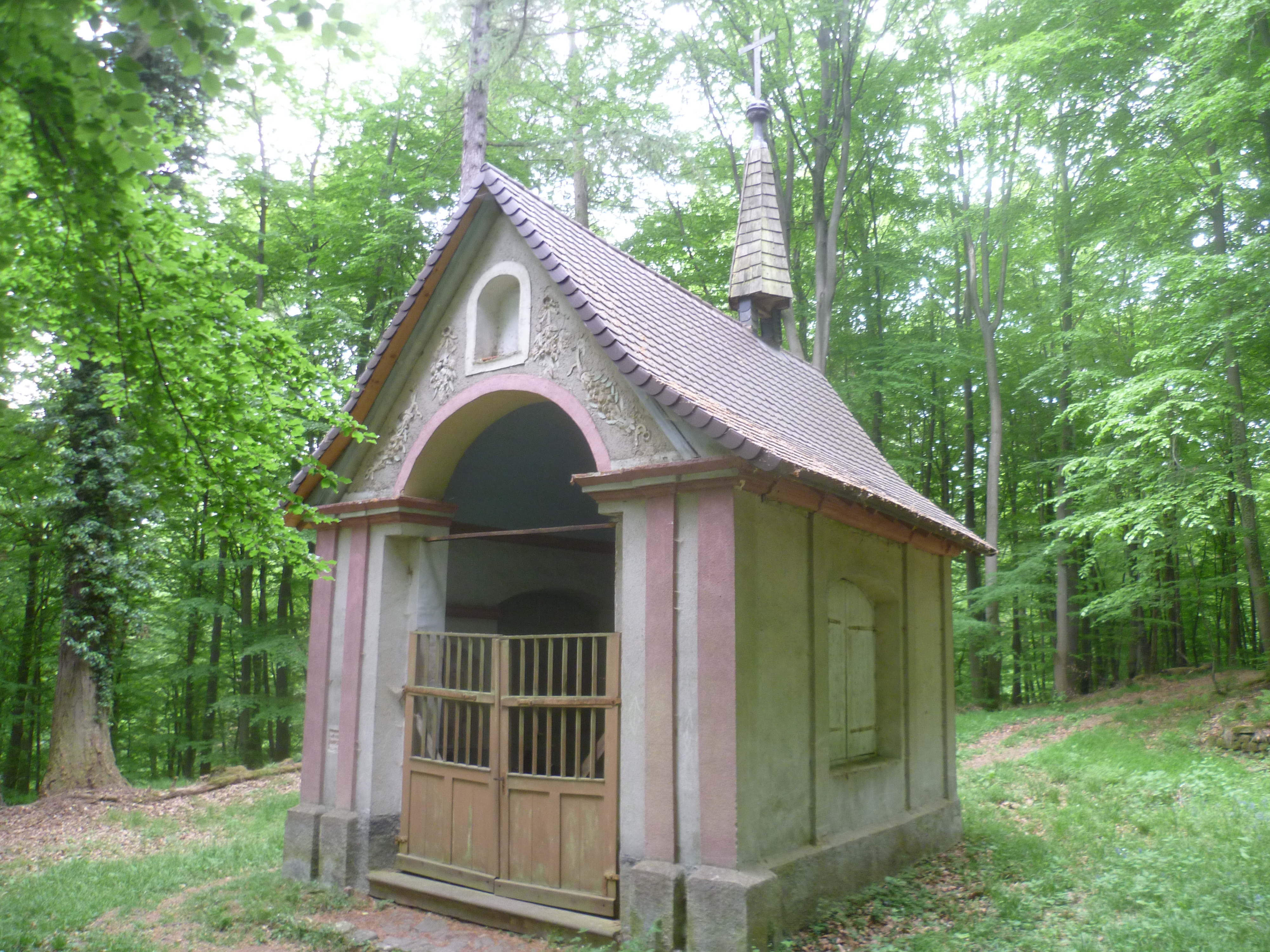
Kreuzkapelle

Die Kreuzkapelle liegt im Wald oberhalb des Schlosses Kransberg. Sie wurde um das Jahr 1700 erbaut. Es gibt drei verschiedene Veröffentlichungen über das Baujahr. Lehrer Karl Walter nennt in seiner Chronik von Cransberg und Pfaffenwiesbach das Jahr 1695. Im Usinger Anzeiger vom 4. August 1960 wird das Jahr 1697 genannt. Man fand bei der Renovierung einen Kreuzbalken in welchen von einem Schmied die Jahreszahl 1697 eingeschlagen ist. In der Kirchenchronik von Kransberg wird auf Seite 389 eine Kupferplatte mit der Jahreszahl 1699 erwähnt. Graf Casimir, Ferdinand, Adolph von Bassenheim ließ diese Kapelle als Privatkapelle errichten. An dieser Stelle stand früher ein Kreuz, das bei Begehungen der „Mörler Mark“ erwähnt wird. Die katholische Kirchengemeinde Kransberg übernahm im Laufe der Jahrhunderte immer wieder die Kosten für Reparaturen, obwohl sie niemals Eigentümer war. Alle Anträge bei den verschiedenen Regierungen, wie Nassauische Domänenverwaltung, an welche die Familie von Bassenheim ihre Güter in Kransberg verkaufte, oder die preußische Staatsregierung, diese Kapelle der Kirchengemeinde Kransberg zu übereignen, wurden abschlägig beschieden. Sie ist auch heute nicht im Besitz der Kirche von Kransberg. Zu dieser Kapelle wird jährlich vor Christi Himmelfahrt eine Bittprozession geführt. 2010 erfolgte eine Sanierung von Dach und Fassade.

### Hainbuchenallee

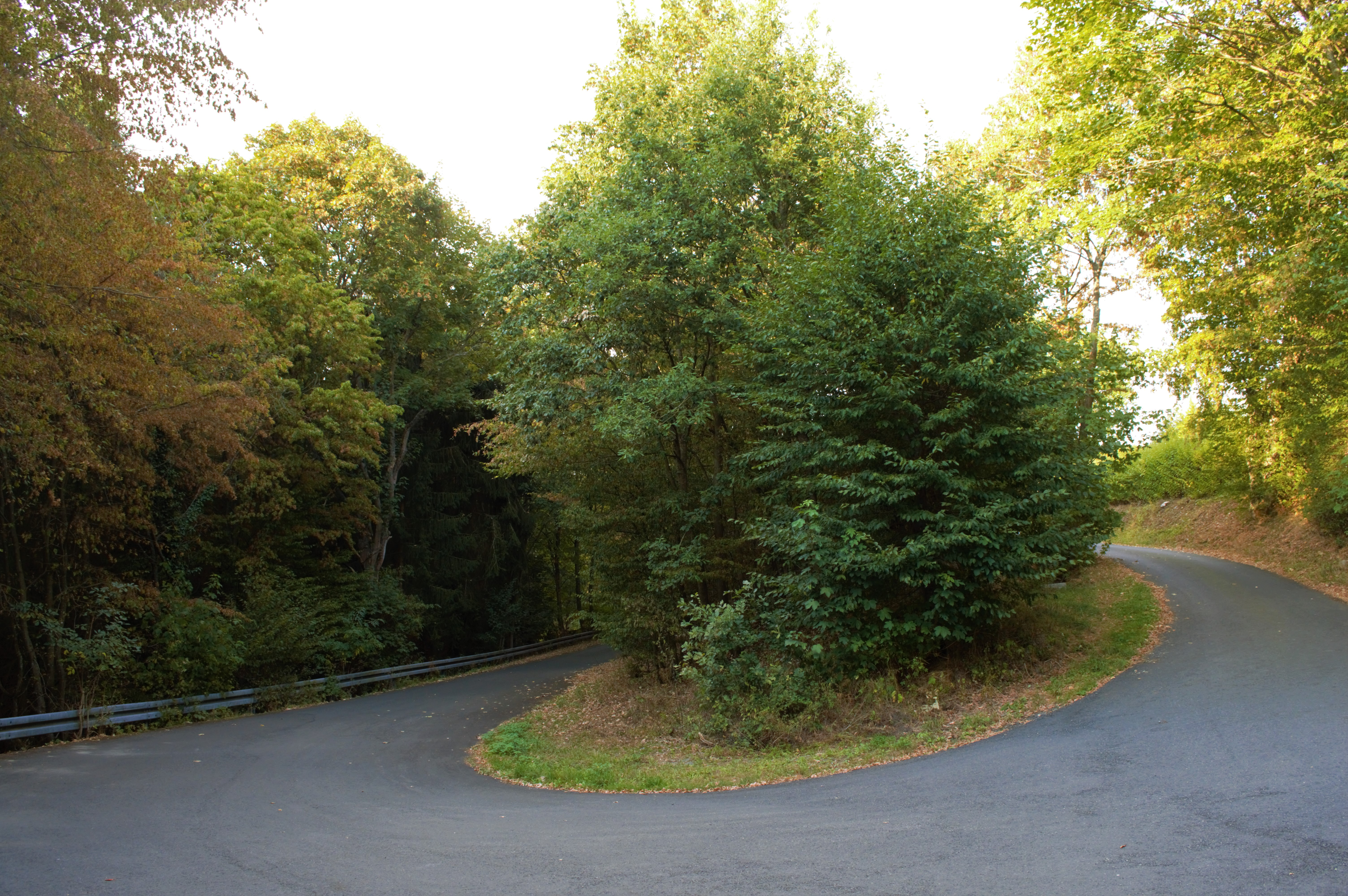
Hainbuchenallee

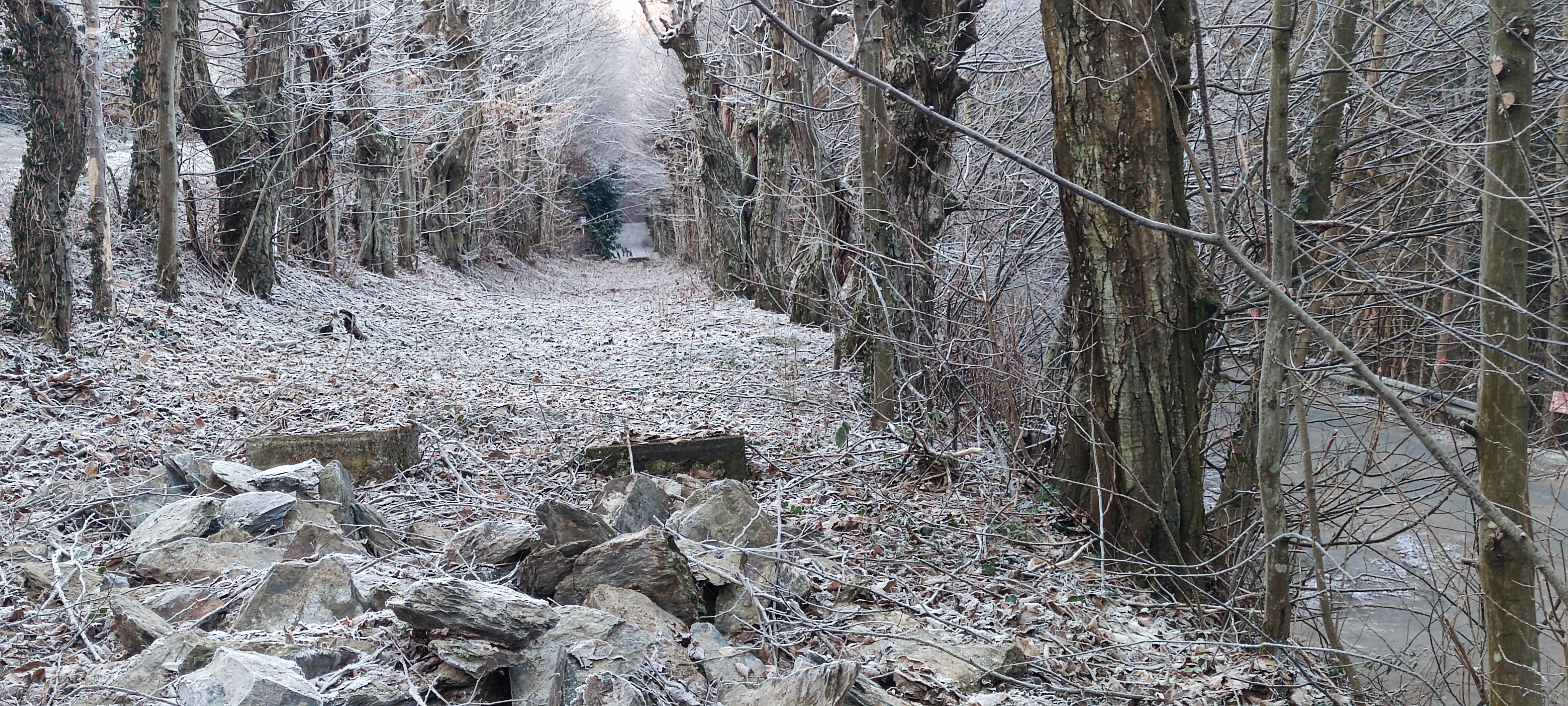
Allee mit Blick von Schloss Richtung Kapelle

Vom Schloss Kransberg führt zur Kreuzkapelle in schnurgerader, steiler Linie die Hainbuchenallee mit über 250 Hainbuchen, welche bis zu 300 Jahre alt sind. Sie ist wegen ihrer Einmaligkeit im westlichen Deutschland ein kulturgeschichtlich besonders bedeutsames Landschaftselement. Ca um 2012 wurde die Allee durch Erwin Selzer mit Jungbäumen für die Zukunft ausgebessert.

### Kulinarische Spezialitäten
Als typische Kransberger Spezialität gilt die „Namenlose Bratwurst“, die eigentlich nach Art einer Thüringer Rostbratwurst hergestellt wird, aber seit Anfang 2004 nicht mehr so genannt werden darf. Damals wurde die EU-Verordnung Nr. 2081/92 auf die Thüringer Rostbratwurst als geschützte geographische Angabe (g.g.A.) ausgedehnt. Das heißt, dass mindestens eine der drei Produktionsstufen (Erzeugung, Verarbeitung oder Herstellung) in dem bezeichneten Gebiet erfolgen muss. Da Kransberg aber in Hessen und nicht in Thüringen liegt, war dies auch die Geburtsstunde der „Namenlosen Bratwurst“.
Eine weitere ortstypische Spezialität ist die „Kransberger Wuzz“. Hierbei handelt es sich um ein Jungschwein, das ausgenommen, aber im ganzen zubereitet wird. Es wird stundenlang auf einem speziell konstruierten Grill über Buchenholz gegart, bis das Fleisch so zart ist, dass es fast vom Knochen fällt.

### Theater und Musik
Kransberg hat seit vielen Jahren eine Theatergruppe. Die Aufführungen finden jeweils zum Jahresende im Dorfgemeinschaftshaus unter großer Anteilnahme der Bevölkerung und mit zahlreichen auswärtigen Gästen statt.
Kransberg ist die Heimat der Coverband „Zuckerwasser“, die mit einem breiten musikalischen Angebot von Rock über Pop und Country bis zu Oldies bekannt geworden ist.

### Buchdruck und Kunst
Von 1972 bis 1983 war in Kransberg die „Petri Presse Kransberg“ ansässig, eine Gründung des Druckers und Bücherfreundes Fritz Barkowsky und des Dichters Dieter Hoffmann. Hier wurden bibliophile Bücher mit Kunstdrucken und Gedichten hergestellt.

### Vereine
- Die Freiwillige Feuerwehr Kransberg (1931) ist Teil der Freiwilligen Feuerwehr der Stadt Usingen.
- Die Sängervereinigung 1868 Kransberg e. V. war ein gemischter Chor. Die umfangreiche Chorliteratur reicht vom 15. bis zum 20. Jahrhundert, von Volksliedern aus Deutschland und anderen Ländern über Musical, Oper, Klassik und Gospel bis zur Kirchenmusik. Am 1. September 2010 hat sich die Sängervereinigung zum 1. September 2011 aufgelöst. Das Restvermögen wurde, wie in den Satzungen festgelegt, je zur Hälfte der Stadt Usingen für Kransberger Kinder und der Deutschen Krebshilfe gespendet.
- Der Cransberger Oldtimer Club besteht seit dem Jahr 2003. Der Club veranstaltet eigene Ausfahrten mit Picknick für Familien mit Oldtimer. In den Sommermonaten findet eine solche Ausfahrt einmal im Monat statt.[10]

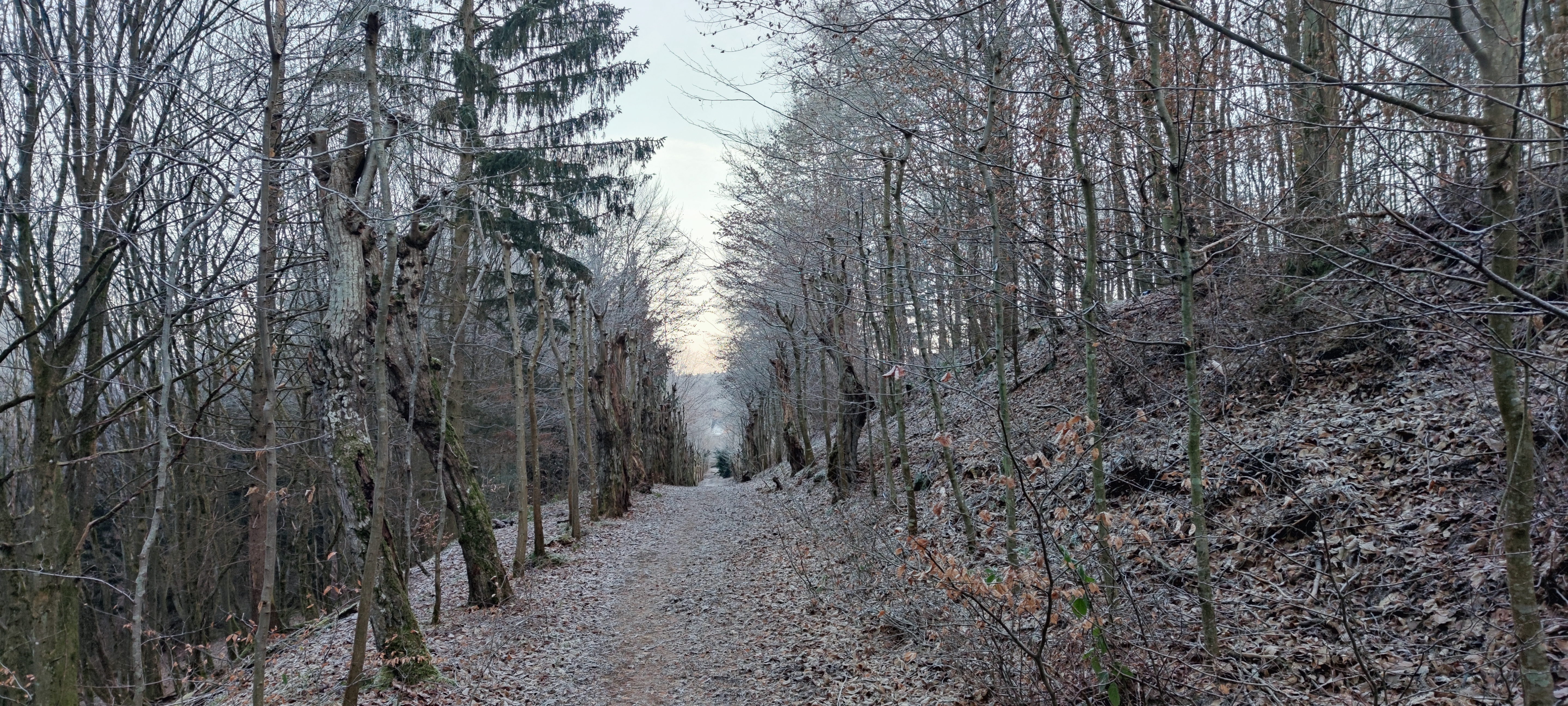
Allee Blick Richtung Schloss

- Allee Blick Richtung SchlossBeim Anhängerclub Kransberg handelt es sich um Menschen, die eine besondere Beziehung zu Fahrzeug-Anhängern pflegen. Sie widmen sich sowohl dem Studium der Technikgeschichte angehängter Transportfahrzeuge wie auch der Pflege des Informationsaustausches beim geselligen Beisammensein. Außerdem unterstützt der Anhängerclub das Dorf tatkräftig bei der Umsetzung von gemeinnützigen Baumaßnahmen.
- Der Verkehrsverein Kransberg e. V. wurde im Jahr 1973 gegründet. Vorsitzender ist Willy Hofmann. Hauptzweck des Vereins ist die Entwicklung und Förderung des Fremdenverkehrs, insbesondere die Verschönerung des Stadtbildes durch Schaffung und Erhaltung von Einrichtungen die der Erholung dienen. Leider stehen diese Statuten seit Jahren nur auf dem Papier. Es erfolgten keinerlei Aktivitäten. Dinge, die unter diesem Vereinsnamen getätigt wurden, haben nichts mit dem Hauptzweck zu tun. Der Vereinsvorsitzende Willy Hofmann ist verstorben.
- Die Katholische Frauengruppe St. Johannes der Täufer wurde am 19. März 1980 gegründet. Sie ist Mitglied der Katholischen Frauengemeinschaft Deutschlands (kfd). Die Teilnahme an den Diözesanfrauentagen in Limburg, Treffen im Pfarrverband der kfd in Usingen, Ausrichtung von Andachten an der Marienkapelle, das sind einige Veranstaltungen, an denen Frauen aus der Gruppe Anteil haben. Die Mitglieder treffen sich einmal monatlich in der „Alten Pfarrscheune“, dem Pfarrzentrum an der Kirche. Die Gruppe hat sich zum 1. Januar 2017 aus Altersgründen aufgelöst und ist aus der Mitgliedschaft in der kfd ausgeschieden.
- Die Elterninitiative Kraki (Kransberger Kinder) wurde im Jahre 1998 gegründet und unterstützt die Kinder und Jugendarbeit im Stadtteil Usingen-Kransberg. Die Initiative entstand aus den Eltern des hiesigen Kindergartens, als die Kinder vom Kindergarten in die Schule wechselten. Die Elterninitiative kümmert sich um die Angebote für die Kinder und Jugendlichen des Ortes und unterstützt die Erhaltung des Spielplatzes. Sie finanziert sich durch Spenden und Veranstaltungen von Basaren.
- Am 8. Februar 2008 wurde im Usinger Stadtteil Kransberg der Kransberger Narren Club – KNC e. V. gegründet, der sich zum Ziel gesetzt hat, seit dem Jahre 1932 bestehende Faschingstraditionen fortzuführen, neu aufzufrischen und um neue Ideen zu bereichern.[11]
- Der im November 2011 gegründete Kransberger Tanzverein (KTV) entstand aus der Idee den Tanzgruppen aus Kransberg eine sichere Plattform für Sport und Spaß bieten zu können und sie zu fördern. Die 11 Gründungsmitglieder bestanden sowohl aus Tänzern der Gruppe „The Crals“, als auch aus Eltern der Kindertanzgruppe „Tanzmäuse“. Durch die Kooperation der Gruppen wird ermöglicht, dass viele unterschiedliche Vorschläge miteingebracht werden. Dadurch bleibt Kreativität erhalten. Die Themen der Tanzgruppen wichen in den letzten Jahren voneinander ab, daher wird immer ein sehr abwechslungsreiches Programm angeboten.[12]
- Anfang des Jahres 2021, nachdem aus den Fraktionen kein Ortsbeirat gestellt wurde, bildete sich aus aktiven Bürgern die Gruppe der „Interessengemeinschaft Kransberg“, welche sich seither nun um die Belange für den Ort einsetzen. http://www.og-kransberg.de/ Im Zusammenspiel mit der Stadt Usingen wird seither aktiv an der Erhaltung und Erneuerung des Ortes gearbeitet.

## Wirtschaft und Infrastruktur

### Verkehr
Kransberg liegt an der K 728, welche die Bundesstraße 275 (Hochtaunusstraße) mit der Bundesstraße 456 verbindet. Die Entfernung bis zur Autobahn 5 in Ober-Mörlen beträgt 11 km, bis zur Autobahn 661 in Oberursel sind es 19 km. Die Entfernung zum Flughafen Frankfurt beträgt 46 km. Die Buslinien 63, 64 und 65 verbinden Kransberg mit Usingen, Wehrheim und Neu-Anspach.

### Öffentliche Einrichtungen

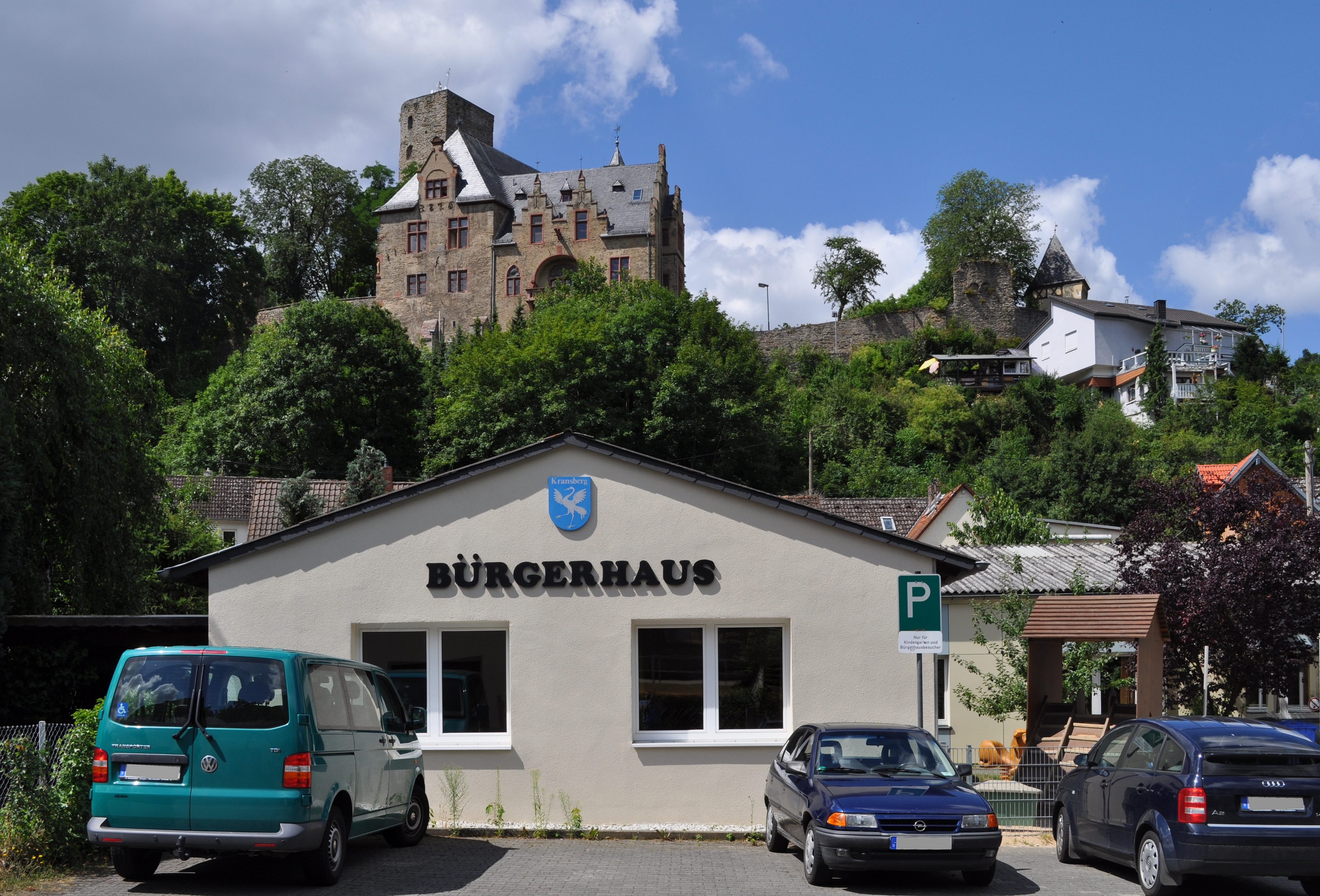
Bürgerhaus

- Der Kindergarten „Schlossgespenster“ ist eine eingruppige Einrichtung und bietet Platz für 25 Kinder vom ersten bis zum sechsten Lebensjahr. Seit dem Jahr 2003 wird auch musikalische Früherziehung angeboten. Bedingt durch die geringen Größe der Einrichtung ist eine intensive Elternarbeit möglich und im Laufe der Zeit hat sich über die Kindergartenzeit hinaus die Elterninitiative „KraKi“ (Kransberger Kinder) entwickelt. Zusammen werden jährlich verschiedene Aktivitäten wie Basare, Spielplatzfeste etc. geplant und durchgeführt.
- Das Bürgerhaus Kransberg bildet einen Mittelpunkt des Dorflebens. Es wird von den Kransbergern bewirtschaftet und kann auch für Feste gemietet werden.
- Die Jugendhilfe Usinger Land e. V. ist eine selbstverwaltete Einrichtung zur Unterstützung von Jugendlichen bei Problemen mit sich selbst, den Eltern oder der Schule. Die Jugendhilfe betreibt in Kransberg eine Wohngruppe, die sich als selbständige Gemeinschaft organisiert und versorgt. Die Kinder und Jugendlichen werden entsprechend ihren Fähigkeiten beteiligt.

### Wirtschaftsstruktur
Viele Einwohner Kransbergs arbeiten in den umliegenden Gemeinden, Bad Homburg oder in Frankfurt am Main. Es gibt drei landwirtschaftliche Betriebe, die im Nebenerwerb betrieben werden. Im Ort befinden sich ein Getränkehandel und zwei gastronomische Betriebe.

### Medien
Der Usinger Anzeiger und die Taunus-Zeitung berichten regelmäßig über Veranstaltungen und Bemerkenswertes in Kransberg. Die Artikel sind auch in den Online-Ausgaben der Zeitungen zugänglich.

## Persönlichkeiten
- Casimir Ferdinand Adolph, Graf von Waldbott-Bassenheim (1642–1730), war Mainzer Domherr und Schlossherr von Kransberg

- Arnold, Baron von Biegeleben (* 1. November 1822; † 3. Dezember 1892), Großherzoglicher hessischer Staatsrat, Gesandter in Berlin und am Bundestag und Schlossherr von Kransberg, beerdigt in der Familiengruft derer von Biegeleben in der Schlosskapelle in Kransberg.

- Karl Walter (* 27. Oktober 1862 in Kransberg; † 4. Dezember 1929 in Montabaur) war 1882–1887 Lehrer in Pfaffenwiesbach und Friedrichsthal, Organist, Pädagoge, Wissenschaftler und Orgelsachverständiger, Träger des Päpstlichen Ehrenkreuzes „Pro Ecclesia et Pontifice“. Er fand seine letzte Ruhestätte auf dem Städtischen Friedhof in Montabaur.

- Franz Karl Walter (* 25. Oktober 1827 in Cransberg/Kransberg; † 8. Januar 1899 in Limburg) war Domdecan und Geistl. Rath in Limburg, Inh. des Kgl.Kronenordens  und ab 1887 Generalvikar des Bischofs Karl Klein zu Limburg. Seine letzte Ruhestätte fand er neben dem Dom zu Limburg.

- Ludwig, Freiherr von Biegeleben (* 10. Januar 1849; † 2. Oktober 1921), Generalmajor, war Schlossherr von Kransberg. Beerdigt in der Familiengruft der Schlosskapelle in Kransberg.

- Agnes, Baronin von Biegeleben, geb. Freiin v. Löw, von und zu Steinfurth (* 16. Februar 1835 in Wisselsheim; † 12. Oktober 1902 im Schloss Kransberg). Sie stiftete die Schlosskapelle als Gruftkapelle für die Familie von Biegeleben, in der sie neben ihrem Mann ihre letzte Ruhestätte fand. Auch die Kleinkinderschule für die Kinder von Kransberg ist eine Stiftung von ihr.

- Hans Usinger (* 7. Juni 1911 in Cransberg/Kransberg; † 7. Februar 1995 in Ochsenfurt/Main), Pfarrer. Priesterweihe 8. Dezember 1936 Limburg, 1. April 1937 Kaplan in Limburg-Offheim, 8. Februar bis 2. Mai 1938 in politischer Haft, 25. Mai 1938 Kaplan in Kalbach, 1. September 1938 Kaplan in Wiesbaden St. Kilian, 5. Januar 1940 Kaplan in Wetzlar, 1. Februar 1944 Kaplan in Höhr-Grenzhausen, 16. Oktober 1946 Kaplan in Wiesbaden/Maria Hilf, 2. Oktober 1950 Kaplan in Königstein, 1. Februar 1953 Pfarrer in Schmitten, 4. Dezember 1953 Geistlicher Beirat PAX CHRISTI im Bistum Limburg, 1. September 1957 Pfarrer in Idstein, 15. Februar 1971 Dekan des Dekanates Idstein, 1. Juli 1974 Pfarrverwaltung in Engenhahn, 1. Dezember 1974 Versetzung in den Ruhestand. Er ist beerdigt auf dem Friedhof Usingen-Kransberg.

- Johannes Discher (* 29. Dezember 1791 in Cransberg/Kransberg; † 25. April 1866 in Frankfurt/Main), Maurermeister. Stifter der Katholischen Pfarrkirche St. Johannes der Täufer und des Discherstiftes Alten- und Pflegeheim in Kransberg.

- Lorenz Happ (* 18. März 1903 in Frankfurt am Main.-Niederrad; † 5. Juli 1975), Pfarrer in Kransberg/Friedrichsthal und Wernborn vom 1. September 1940 bis zu seinem Tod im Jahr 1975. Er wurde am 26. März 1926 in Limburg zum Priester geweiht. Wirkte als Subregens am Konvikt in Montabaur, als Kaplan in Oberursel, Ffm-Schwanheim, an St. Bonifatius in Frankfurt-Süd und in Bad Homburg. Er ist beerdigt auf dem Friedhof Usingen-Kransberg.